# Suchy Groń (Beskid Żywiecki)
Suchy Groń (870 m) – niewielkie wzniesienie w Grupie Lipowskiego Wierchu i Romanki w Beskidzie Żywiecko-Orawskim, znajdujące się na grzbiecie łączącym Romankę ze Skałą. Na topograficznej mapie Geoportalu wzniesienie ma wysokość 870 m i nie posiada nazwy. Południowo-zachodnie stoki Suchego Gronia opadają do doliny Żabniczanki w miejscowości Żabnica i opływane są przez dwa uchodzące do niej potoki: Romankę i Suchy Potok – dopływ Romanki. Ich górna część, a także wierzchołek Suchego Gronia są w dużym stopniu bezleśne – od grzbietu Suchego Gronia aż po wysokość 680 m rozciąga się na nich duża polana Kupczykowa. Są na niej zabudowania miejscowości Żabnica. Stoki północno-wschodnie opadają do doliny potoku Sopotnianka i są porośnięte lasem
Grzbietem Suchego Gronia przebiegają dwa znakowane szlaki turystyki pieszej.

## Szlaki turystyczne
Węgierska Górka – Abrahamów – schronisko „Słowianka” – Suchy Groń – hala Pawlusia – Rysianka (Główny Szlak Beskidzki)
 Bystra – Lachowe Młaki – „Słowianka”– Romanka